# Europäischer Freiwilligendienst
Der Europäische Freiwilligendienst (EFD; englisch European Solidarity Corps, kurz ESC) ist ein seit 1996 bestehendes Förderprogramm der Europäischen Kommission, mit dem jungen Menschen ein Freiwilligendienst in gemeinnützigen Einrichtungen in Europa finanziell unterstützt wird. Der Europäische Freiwilligendienst ist Teil des Programms Jugend in Aktion, gehört also zum Programm Erasmus+. Ziel des Freiwilligendienstes ist es in erster Linie, jungen Menschen die Chance zu geben, Kompetenzen zu entwickeln, die eine aktive Beteiligung am gesellschaftlichen Leben und am Aufbau eines neuen Europas ermöglichen. Gleichzeitig soll der Einsatz der Freiwilligen den jeweiligen Einrichtungen einen Mehrwert bringen.

## Rahmenbedingungen
Teilnehmen können junge Menschen zwischen 16 bzw. 18 und 30 Jahren aus Staaten der Europäischen Union sowie aus durch das Programm Erasmus+ definierten Partnerländern, das sind meist Nachbarländer der Europäischen Union. Die Dauer des Einsatzes beträgt üblicherweise zwischen 2 Monaten und 12 Monaten; bei einer kürzeren Dauer sollen speziell Jugendliche mit erhöhtem Förderbedarf angesprochen werden oder größere Gruppen an internationalen Freiwilligen für einen Dienst zum Einsatz kommen. Tätigkeitsfelder sind unter anderem die Bereiche Soziales, Jugend, Umwelt und Kultur.
Die Teilnahme an Begleitseminaren – einem sogenannten Einführungstraining und einem eventuellen Zwischentreffen –, die Betreuung durch einen Tutor und die Teilnahme an einem Sprachkurs in der Landessprache sind verpflichtend. Insbesondere soll der EFD auch für Jugendliche mit erhöhtem Förderbedarf, z. B. Freiwilligen mit einem  Haupt- oder Realabschluss, mit Migrationshintergrund oder Behinderung zugänglich sein.
In Deutschland wird das Programm Jugend in Aktion und somit auch der EFD durch die Nationalagentur JUGEND für Europa – Deutsche Agentur für das EU-Programm JUGEND IN AKTION umgesetzt. In Österreich ist das Interkulturelles Zentrum – Österreichische Agentur "Erasmus+: Jugend in Aktion" zuständig.